# Модель Пламмера
Модель Пламмера, також сфера Пламмера (англ. Plummer model, англ. Plummer sphere) — закон розподілу густини, вперше застосований Г. Пламмером при дослідженні кулястих скупчень. Часто використовується у вигляді спрощеної моделі в рамках моделювання в задачі N тіл.

## Опис моделі
Тривимірний профіль густини в моделі Пламмера має вигляд
{\displaystyle \rho _{P}(r)={\frac {3M_{0}}{4\pi a^{3}}}\left(1+{\frac {r^{2}}{a^{2}}}\right)^{-{\frac {5}{2}}},}
де {\displaystyle M_{0}} — повна маса модельованого об'єкта, a — так званий радіус Пламмера, масштабний параметр, який встановлює характерний розмір ядра системи. Відповідний потенціал має вигляд
{\displaystyle \Phi _{P}(r)=-{\frac {GM_{0}}{\sqrt {r^{2}+a^{2}}}},}
де G позначає гравітаційну сталу. Дисперсія швидкостей становить
{\displaystyle \sigma _{P}^{2}(r)={\frac {GM_{0}}{6{\sqrt {r^{2}+a^{2}}}}}.}
Функція розподілу має вигляд
{\displaystyle f({\vec {x}},{\vec {v}})={\frac {24{\sqrt {2}}}{7\pi ^{3}}}{\frac {Na^{2}}{G^{5}M_{0}^{5}}}(-E({\vec {x}},{\vec {v}}))^{7/2},}
якщо {\displaystyle E<0}, і {\displaystyle f({\vec {x}},{\vec {v}})=0} в іншому випадку. тут {\displaystyle E({\vec {x}},{\vec {v}})={\frac {1}{2}}v^{2}+\Phi _{P}(r)} показує енергію в розрахунку на одиницю маси.

## Властивості
Маса всередині сфери радіуса {\displaystyle r}:
{\displaystyle M(<r)=4\pi \int _{0}^{r}r'^{2}\rho _{P}(r')\,dr'=M_{0}{\frac {r^{3}}{(r^{2}+a^{2})^{3/2}}}.}
Багато властивостей моделі Пламмера описано в статті Хервіга Дейонге.
Радіус ядра {\displaystyle r_{c}}, на якому густина падає до половини значення в центрі, дорівнює {\displaystyle r_{c}=a{\sqrt {{\sqrt {2}}-1}}\approx 0.64a}.
Радіус, всередині якого міститься половина маси, {\displaystyle r_{h}=\left({\frac {1}{0.5^{2/3}}}-1\right)^{-0.5}a\approx 1.3a.}
Віріальний радіус становить {\displaystyle r_{V}={\frac {16}{3\pi }}a\approx 1.7a} .
Двовимірна поверхнева густина дорівнює
{\displaystyle \Sigma (R)=\int _{-\infty }^{\infty }\rho (r(z))dz=2\int _{0}^{\infty }{\frac {3a^{2}M_{0}dz}{4\pi (a^{2}+z^{2}+R^{2})^{5/2}}}={\frac {M_{0}a^{2}}{\pi (a^{2}+R^{2})^{2}}}} ,
отже, двовимірний профіль розподілу маси:
{\displaystyle M(R)=2\pi \int _{0}^{R}\Sigma (R')\,R'dR'=M_{0}{\frac {R^{2}}{a^{2}+R^{2}}}}.
В астрономії буває необхідно визначати також радіус, всередині якого міститься половина маси в рамках двовимірного розподілу {\displaystyle M(R_{1/2})=M_{0}/2}.
Для моделі Пламмера {\displaystyle R_{1/2}=a}.
Радіальні точки повороту орбіти характеризуються питомою енергією {\displaystyle E={\frac {1}{2}}v^{2}+\Phi (r)} і питомим кутовим моментом {\displaystyle L=|{\vec {r}}\times {\vec {v}}|}, відповідні значення відстаней можна знайти як корені кубічного рівняння
{\displaystyle R^{3}+{\frac {GM_{0}}{E}}R^{2}-\left({\frac {L^{2}}{2E}}+a^{2}\right)R-{\frac {GM_{0}a^{2}}{E}}=0,}
де {\displaystyle R={\sqrt {r^{2}+a^{2}}}}, тому {\displaystyle r={\sqrt {R^{2}-a^{2}}}}. Це рівняння має три дійсних корені {\displaystyle R} : Два додатних і один від'ємний, при {\displaystyle L<L_{c}(E)}, де {\displaystyle L_{c}(E)} є питомим кутовим моментом для кругової орбіти з тією ж енергією. {\displaystyle L_{c}} можна обчислити на основі єдиного дійсного кореня дискримінанту кубічного рівняння, який сам по собі є кубічним рівнянням
{\displaystyle {\underline {E}}\,{\underline {L}}_{c}^{3}+\left(6{\underline {E}}^{2}{\underline {a}}^{2}+{\frac {1}{2}}\right){\underline {L}}_{c}^{2}+\left(12{\underline {E}}^{3}{\underline {a}}^{4}+20{\underline {E}}{\underline {a}}^{2}\right){\underline {L}}_{c}+\left(8{\underline {E}}^{4}{\underline {a}}^{6}-16{\underline {E}}^{2}{\underline {a}}^{4}+8{\underline {a}}^{2}\right)=0,}
де підкреслені параметри є безрозмірними в одиницях Енона, визначених у вигляді {\displaystyle {\underline {E}}=Er_{V}/(GM_{0})}, {\displaystyle {\underline {L}}_{c}=L_{c}/{\sqrt {GMr_{V}}}} і {\displaystyle {\underline {a}}=a/r_{V}=3\pi /16}.

## Застосування
Модель Пламмера дозволяє подати спостережувані профілі густини зоряних скупчень, хоча швидке зниження густини на великих відстанях ({\displaystyle \rho \rightarrow r^{-5}}) погано описується цим способом.
Поведінка густини поблизу центру системи не відповідає спостережуваним характеристикам еліптичних галактик, у яких густина до центру зростає сильніше.
Простота, з якою можна застосувати модель Пламмера в методі Монте-Карло, зробила модель Пламмера дуже популярною в рамках моделювання задачі N тіл, попри недостатній реалізм моделі.